# Instytut Głuchoniemych
Instytut Głuchoniemych est une école pour sourds, située à Varsovie, en Pologne. Elle a été fondée le 23 octobre 1817 grâce à Jakubowi Falkowski.

## Histoire
En 1941, pendant l'occupation de l'Allemagne nazie, le professeur de l'éducation physique Wieslaw Jablonski (Łuszczyc) a créé clandestinement un peloton des vingt élèves sourds. C'est la naissance de la résistance des sourds, Pluton Głuchoniemych AK. Et elle est dissoute en 2 octobre 1944 par sa reddition, la fin de l'Insurrection de Varsovie et aucun sourd est tué cette époque selon Edward Gora.
Le 26 octobre 1944, les Allemands ont mis le feu au bâtiment de l'Institut. La reconstruction a été achevée en août 1948[réf. nécessaire].

## Localisation
L'Instytut Głuchoniemych se trouvait près de la place des Trois Croix (pl), au Śródmieście (« Centre-ville », en polonais), l'arrondissement centre de la ville de Varsovie.

## Galerie des photos

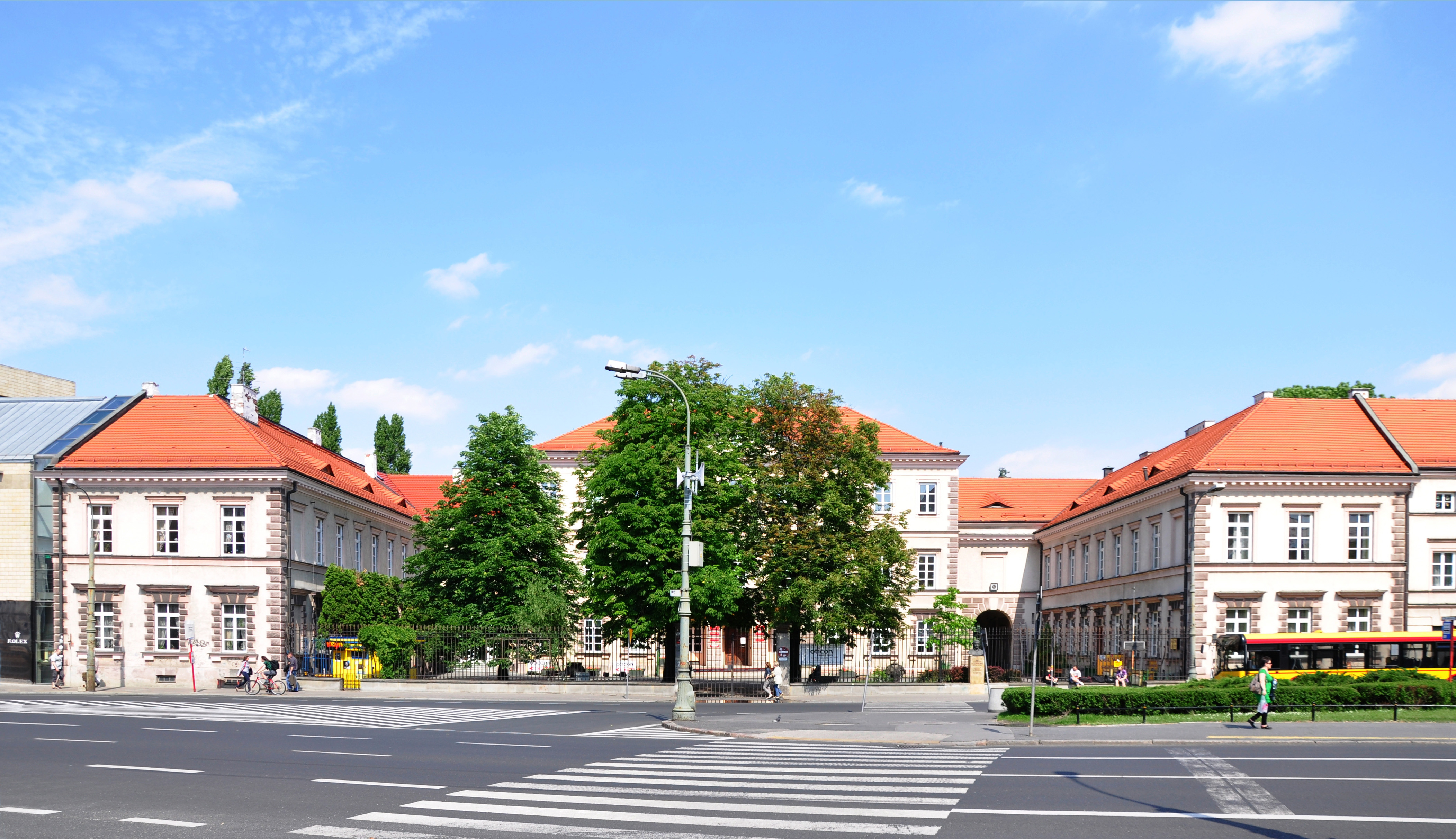
L'ensemble de l'école
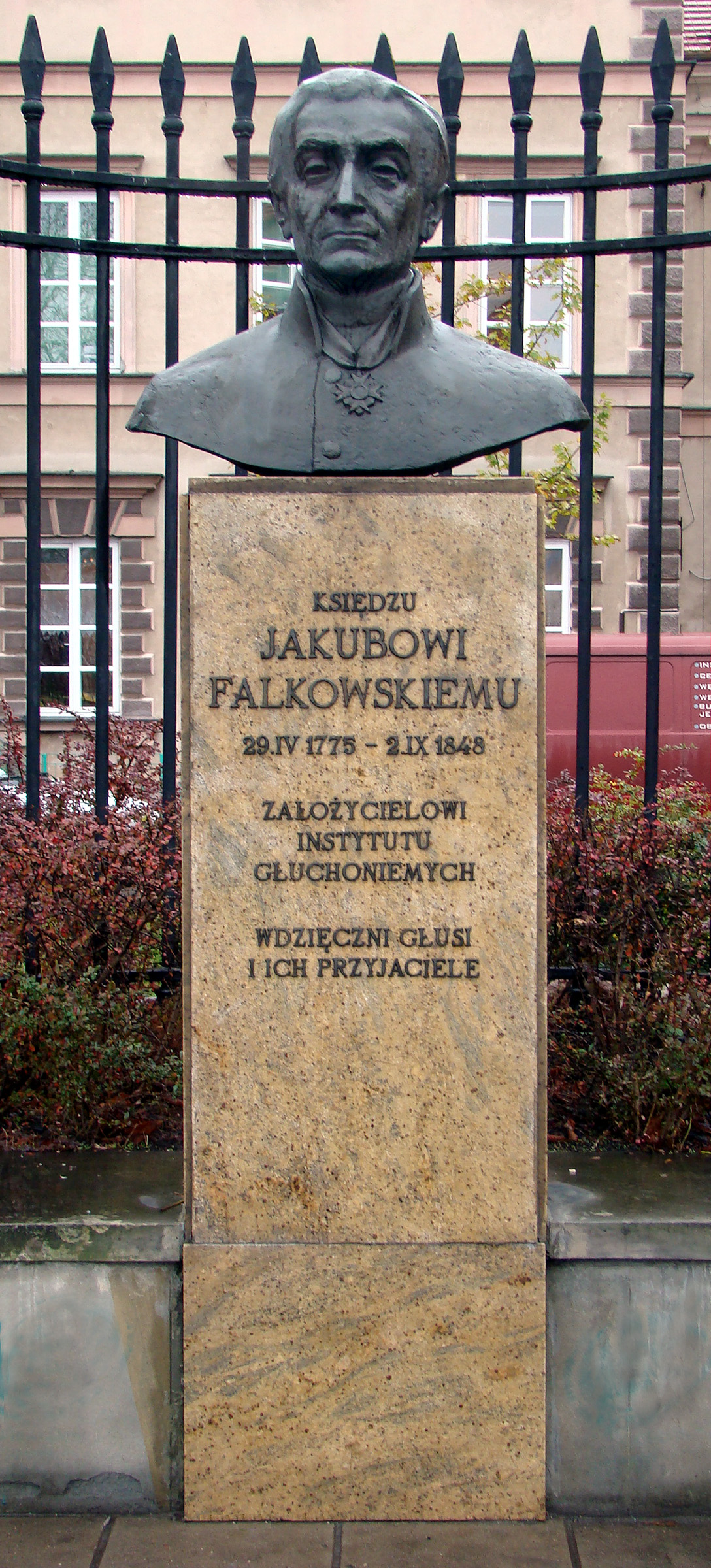
Le fondateur Jakubowi Falkowski
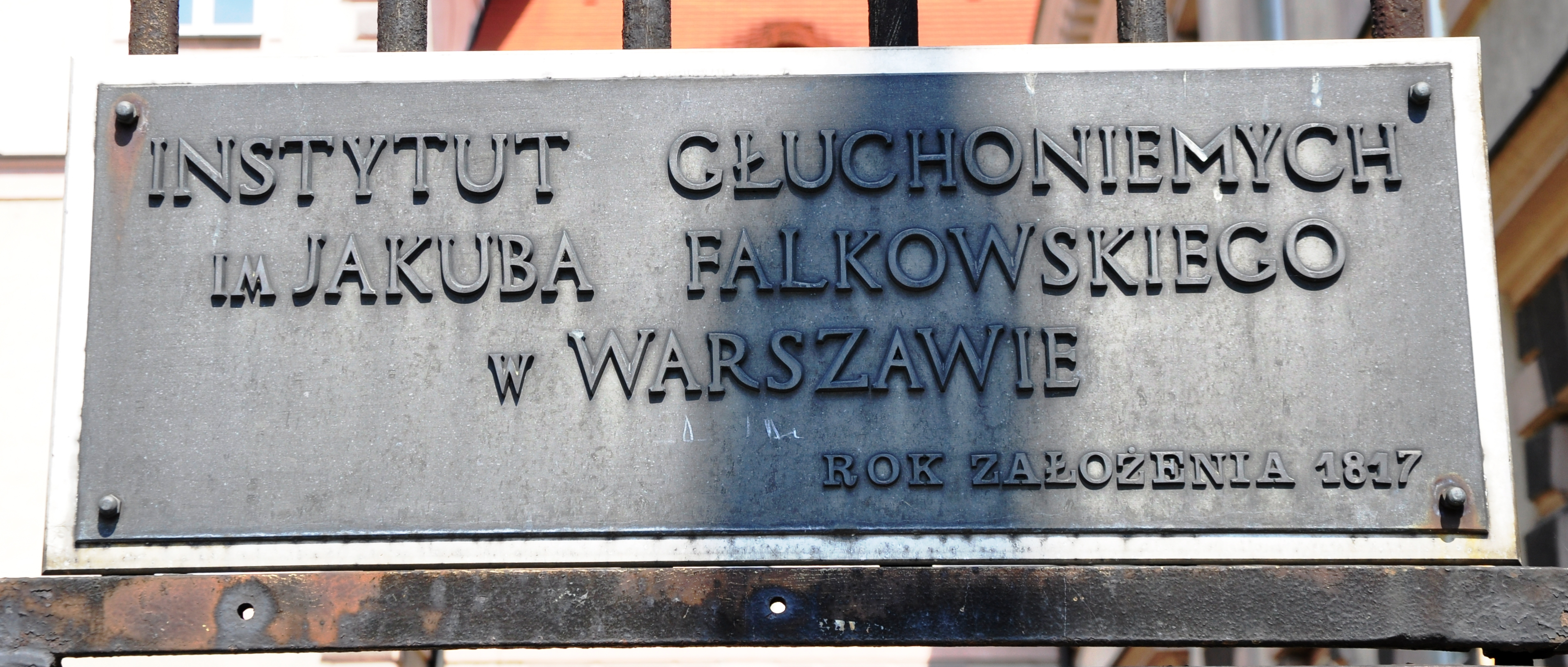
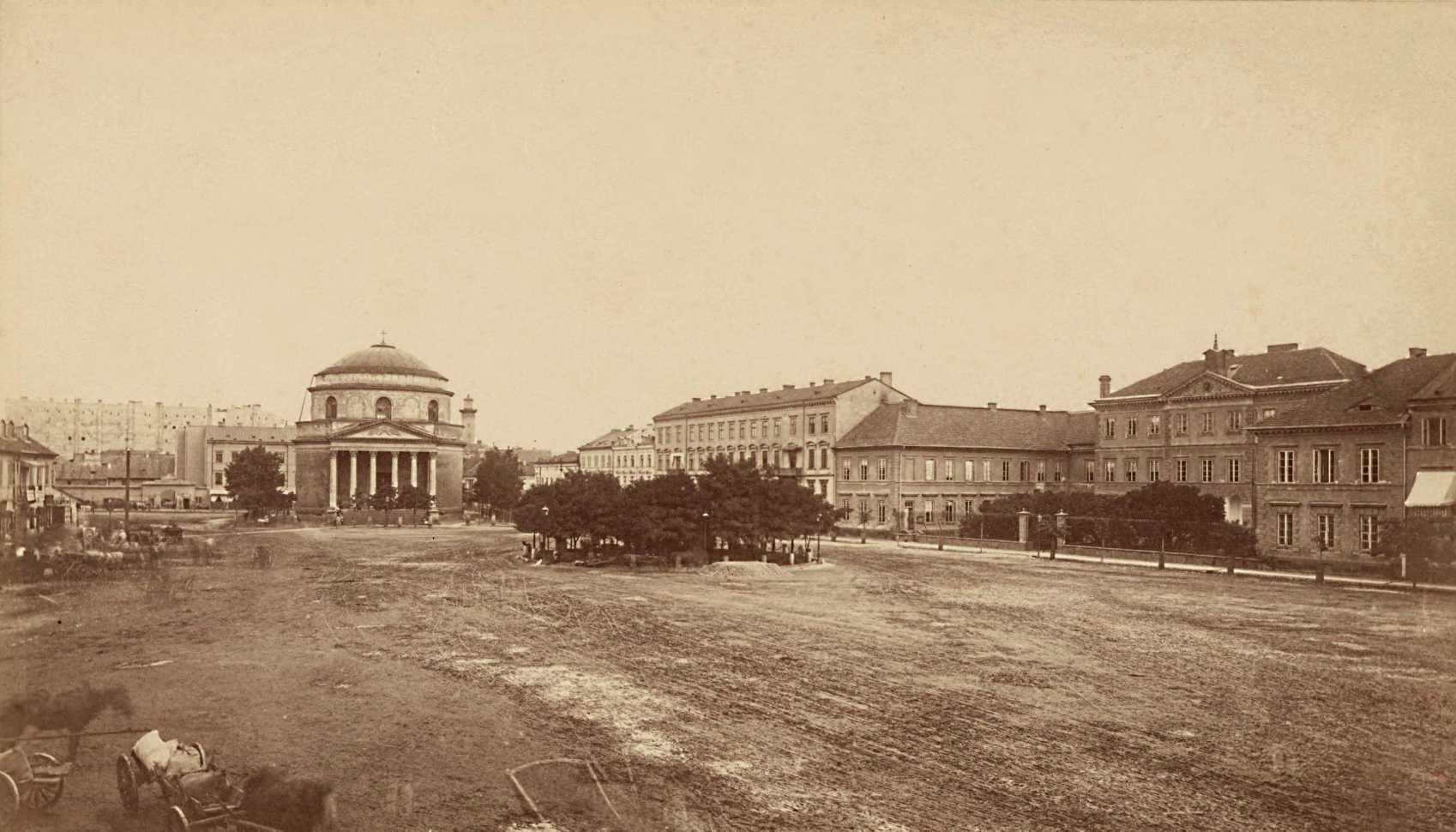
Le photo en 1880, on voit l'institut pour sourds à droite